# Sahara Blue
Sahara Blue je studiové album francouzského hudebního skladatele a hudebníka Hectora Zazou, vydané v roce 1992 u vydavatelství Crammed Discs. Vedle Zazoua samotného se na albu podílel například baskytarista Bill Laswell a různí zpěváci, například Lisa Gerrard, John Cale nebo Khaled.

## Seznam skladeb
Autorem všech textů je básník Arthur Rimbaud mimo lidové písně „Harar et les Gallas“. Autoři hudby jsou uvedeni.
| Pořadí         | Název                                         | Autor                                      | Délka |
| -------------- | --------------------------------------------- | ------------------------------------------ | ----- |
| 1.             | I'll Strangle You                             | Hector Zazou, Bill Laswell, Anneli Drecker | 5:12  |
| 2.             | First Evening                                 | Zazou, Kent Condon                         | 6:31  |
| 3.             | Ophélie                                       | Zazou, David Sylvian                       | 6:20  |
| 4.             | Lines                                         | Zazou, Barbara Gogan, Renaud Pion          | 3:33  |
| 5.             | Youth                                         | Zazou, Brendan Perry, Lisa Gerrard         | 5:34  |
| 6.             | Hapolot Kenym                                 | Zazou, Samy Birnbach                       | 4:59  |
| 7.             | Hunger                                        | Zazou                                      | 4:38  |
| 8.             | Sahara Blue (Brussels)                        | Zazou, Gogan, Condon                       | 6:05  |
| 9.             | Amdyaz                                        | Zazou, Khaled                              | 5:31  |
| 10.            | Black Stream                                  | Zazou, Perry, Gerrard                      | 3:57  |
| 11.            | Harar et les Gallas                           | tradicionál                                | 4:28  |
| 12.            | Lettre Au Directeur Des Messageries Maritimes | Zazou, Laswell                             | 4:41  |
| Celková délka: | Celková délka:                                | Celková délka:                             | 61:29 |

## Obsazení
- Hector Zazou – efekty (1, 3, 6, 7, 9), klávesy (2, 4, 8, 11, 12), syntezátory (5, 10), samplovaná kytara (5), kytara (12)
- Bill Laswell – baskytara (1, 12), efekty (1, 12)
- Matt Stein – programování (1, 12)
- Kenji Jammer – kytara (1)
- Christian Lechevretel – klávesy (1), pozoun (5), varhany (7), trubka (7)
- Guy Sigsworth – klávesy (1)
- Keith Leblanc – perkuse (1)
- Tim Simenon – efekty (1)
- Kerry Hopwood – efekty (1)
- Renaud Pion – basklarinet (2), klarinet (3, 4, 7), saxofon (4, 7, 11), basflétna (6)
- David Sylvian – kytara (2, 5)
- Kent Condon – kytara (2, 3, 4, 8)
- Elizabeth Valetti – harfa (2, 6)
- Steve Shehan – perkuse (3, 6, 7, 8)
- Rjúiči Sakamoto – klavír (3, 6, 10, 11)
- Daniel Yvenec – baskytara (5, 7)
- Nabil Khalidi – úd (5)
- Brendan Perry – perkuse (5), syntezátory (10)
- Vincent Kenis – kytara (7)
- Daniel Manzanas – kytara (9)
- Vincent Kenis – kytara (9), baskytara (9)
- Denis Moulin – kytara (9), perkuse (9)
- Eric Henrion – bicí (12)
- Anneli Drecker – zpěv (1)
- Gérard Depardieu – hlas (1)
- John Cale – zpěv (2, 7)
- Dominique Dalcan – zpěv (3)
- Barbara Gogan – zpěv (4, 8)
- Lisa Gerrard – zpěv (5, 10)
- Sussan Deihim – zpěv (5)
- Samy Birnbach – zpěv (6)
- Sussan Deihim – zpěv (6)
- Malka Spigel – zpěv (9)
- Khaled – hlas (9)
- Yang T'chin – zpěv (10)
- Ketema Mekonn – zpěv (11)
- Sussan Deihim – zpěv (12)
- Richard Bohringer – hlas (12)